# Camille Rodrigues
Camille Rodrigues Ferreira Cruz (Santo Antônio de Pádua, 13 de abril de 1992) é uma nadadora paralímpica brasileira. Representou o Brasil nos Jogos Paralímpicos de Verão de 2016.

## Biografia
Camille nasceu com uma má formação genética. Cresceu na cidade fluminense de Santo Antônio de Pádua. Após ter sua perna direita amputada, aos três anos de idade, começou a utilizar prótese e, aos 13 anos, iniciou a prática esportiva da natação por meio da Associação Niteroiense dos Deficientes Físicos (Andef).
Conquistou quatro medalhas nos Jogos Parapan-Americanos de 2011, sendo três de prata e uma de bronze. Conquistou mais quatro medalhas nos Jogos Parapan-Americanos de 2015, com três ouros e um bronze. Esteve nos Jogos Paralímpicos de Verão de 2016, no Rio de Janeiro, mas não chegou a ganhar medalhas.
Além do esporte, Camille também acumulou aparições no meio artístico. Dançou com a cantora Anitta em uma apresentação no Prêmio Multishow de 2017. Em 2018, apareceu na abertura do Fantástico, da Globo. Também foi fotografada pela Playboy.
Esteve afastada das competições por enfrentar problemas de compulsão alimentar. Após perder mais de 30 quilos, voltou a nadar em alta performance e se classificou para o Campeonato Mundial de 2023. Na competição, realizada em Manchester, na Inglaterra, conquistou a medalha de bronze no revezamento 4x100m livre.